# 네온 화합물
네온 화합물(영어: Neon compounds)은 오랜 기간 존재하지 않는 것으로 알려졌다. 중성 네온 원자가 결합되어 있는 분자는 21세기 들어서야 발견되었으며 오늘날까지도 잘 알려져 있지 않다. 네온은 비활성 기체로 1차 이온화 포텐셜이 21.564 eV로 24.587 eV인 헬륨에 이어 2번째로 높다. 즉 네온이 이온화하여 화합물을 이루기 위해서는 엄청나게 많은 에너지를 가해야 한다. 네온의 극갈림율은 0.395 Å3로 헬륨에 이어 모든 원소에서 두번째로 낮다. 극갈림율이 매우 낮다는 것은 네온이 다른 원자들과 거의 결합하러는 경향이 없다는 것을 뜻한다. 또한 네온의 양성자 친화성도 2.06 eV다. 이럼에도 불구하고 일시적으로 들뜬 이합체가 된 네온이 들어가 있는 분자 이온이 존재한다. 특정 중성 네온 분자는 안정할 것으로 예측되었으나 아직까지 발견된 적은 없다. 이외에도 네온은 다른 물질과 함께 결정체를 형성하여 클라스레이트나 판데르발스 분자 형태 고체로 있을 수 있다.

## 판데르발스 분자
판데르발스 분자는 런던 분산력에 의해 네온이 다른 화합물에 고정되어 있는 분자를 의미한다. 런던 분산력은 매우 약하므로 고체 네온의 온도보다 높은 온도가 되면 분자의 진동이 너무 세져 네온 결합이 깨진다.
네온 원자는 다른 네온 원자와 결합하여 다량체를 형성할 수 있다. 이에는 네온 이량체 Ne2, 네온 삼량체 Ne3, 네온 사량체 Ne4가 있으며 모두 쿨룽 폭발 영상화를 통해 특정하였다. 네온 다량체 분자는 네온 기체 초음속 제트가 팽창하면서 만들어진다. 네온 이량체의 원자간 평균 거리는 대략 3.3 Å이다. 네온 삼량체는 각 변의 길이가 3.3 Å인 정삼각형 모양에 가깝게 결합하고 있다. 하지만 삼량체의 모양은 유동적이며 이등변삼각형에 가까운 결합도 종종 볼 수 있다. 네온 삼량체의 1차 들뜬 상태는 바닥 상태보다 대략 2 meV 높다. 네온 사량체는 각 변의 길이가 3.2 Å인 정사면체 형태를 가지고 있다.
이 외에도 LiNe와 같이 금속을 포함한 판데르발스 분자도 존재한다. 이 외에 판데르발스 분자에는 CF4Ne, CCl4Ne, Ne2Cl2, Ne3Cl2, I2Ne, I2Ne2, I2Ne3, I2Ne4,  I2NexHey (x=1-5, y=1-4) 등이 존재한다.
기체에서 유기 분자 형태로 판데르발스 분자를 형성하는 화합물에는 아닐린, 다이메틸 에터, 1, 1-디플루오로에틸렌, 피라미딘, 클로로벤젠, 시클로펜타논, 시아노클로뷰테인, 시클로펜타디에닐 등이 있다.

## 리간드
네온은 Cr(CO)5Ne, Mo(CO)5Ne, W(CO)5Ne.와 같이 전이 금속 원자를 리간드 형태로 매우 약하게 결합할 수 있다.
NeNiCO 같은 경우에는 결합 에너지가 2.16kcal/mol일 것으로 추정된다. Ni-C-O에 네온이 결합하면서 굽힘진동수가 대략 36 cm−1 변화한다.
또한 매트릭스 유리 형태로 NeAuF 및 NeBeS이 존재할 것으로 추정된다. 고체 네온 매트릭스에서는 적외선 분광법으로 NeBeCO3를 검출한 바가 있다. 이 매트릭스는 베릴륨 기체, 이산화질소, 일산화탄소로 만들어졌다.
산소와 과량의 비활성 기체 환경에서 레이저로 베릴륨을 증발시켜 고리형 분자인 Be2O2를 만들 수 있다. 비활성 기체 분자 2개를 조정한 후 고체 네온 매트릭스에서 스펙트럼을 측정하여 네온이 함유된 호모렙틱 Ne.Be2O2.Ne 및 헤테로렙틱 Ne.Be2O2.Ar, Ne.Be2O2.Kr을 관측하였다. 네온 원자는 고리형 분자에서 양전하를 띄어 베릴륨과 결합한다.
베릴륨 아황산염 BeO2S 분자에서도 베릴륨에 네온 원자를 결합시킬 수 있다. 이 때 네온의 헤리에너지는 0.9kcal/mol이다. 고리형 분자에 네온이 들어가면 ∠O-Be-O 결합 각도는 줄어들고 O-Be 결합 길이는 증가한다.

## 고체
초고압 환경에서는 판데르발스 고체 (N2)6Ne7가 존재한다.
70K에서 260K 사이 온도에 480MPa의 압력을 가할 경우 얼음 II에서 네온이 클라스레이트 화합물화되어 "네온 클라스레이트", "네온 포화물"을 만들 수 있다. 네온 클라스레이트는 수소 클라스레이트나 헬륨 클라스레이트와 성질이 비슷할 것으로 추정된다. 이엔 C0, 얼음 Ih, 얼음 Ic이 포함된다.
C70이나 C60과 같은 풀러렌의 내부에 네온 원자가 갇힐 수 있다.

## 이온
네온 이온 화합물은 Ne
mHe+
n(m은 1-7까지, n은 1-20까지) 형태로 존재할 수 있다. 네온화 헬륨 HeNe+은 비교적 강한 공유 결합을 하고 있다. 두 원자 모두에 전하가 분포되어 있다.
금속이 강한 전기장에서 엹은 수소와 네온 기체로 증발하는데 이 때 네이드(neides)라고 부르는 이온이 형성된다. 이렇게 관찰한 네이드에는 TiNe+, TiH2Ne+, ZnNe2+ , ZrNe2+, NbNe2+, NbHNe2+, MoNe2+, RhNe2+, PdNe+, TaNe3+, WNe2+, WNe3+, ReNe3+, IrNe2+, AuNe+ (불확실)이 있다.

## 예측되는 화합물
이미 발견된 ArBeO나 HeBeO와 마찬가지로 NeBeO도 존재할 것으로 추정되나 해리에너지가 9 kJ/mol로 매우 낮다. 베릴륨의 쌍극자로 네온이 양전하로 유도되어 네온과 마주하는 베릴륨의 σ 궤도 공극으로 결합이 강하게 이뤄질 것으로 추정된다.

## 같이 보기
- 비활성 기체 화합물